# Europese weg 008
De Europese Weg 008 of E008 is een Europese weg die loopt van Doesjanbe in Tadzjikistan naar de grens met China.

## Algemeen
De Europese weg 008 is een Klasse B-verbindingsweg en verbindt het Tadzjiekse Doesjanbe met de Chinese grens en komt hiermee op een afstand van ongeveer 700-800 kilometer. De route is door de UNECE als volgt vastgelegd: Choroegh - Moerghob. In 2002/2003 is besloten het traject in westelijke richting te verlengen tot Doesjanbe en in oostelijke richting tot de grens met China. Het huidige traject is daarmee als volgt vastgelegd: Doesjanbe - Kölob - Qalai Choemb - Choroegh - Moerghob - Kulma - grens met China. De route volgt daarmee hetzelfde traject als de Aziatische AH66.

## Tadzjikistan
De weg komt tot een hoogte van 4272 m, de hoogste van alle Europese wegen.
De weg eindigt bij de in de 2004 geopende Kulmapas op de grens met China op een hoogte van 4362 meter.